# Chi Cá thiểu
Chi Cá thiểu (danh pháp khoa học: Culter) là một chi cá dạng cá chép, bao gồm 4 loài đã được công nhận. Tên gọi khoa học của chi này có nguồn gốc từ tiếng Latinh culter, nghĩa là "con dao". Việt Nam tự điển định nghĩa cá thiểu là "thứ cá nước ngọt, mình nhỏ và dài" mà không đề cập gì tới đặc điểm mồm rộng như cá ngão.
Phân tích phát sinh chủng loài của Tang et al. (2013) cho thấy Chanodichthys, Culter và Ancherythroculter như định nghĩa hiện tại là đa ngành, với mối quan hệ như sau:
- Nhánh 1: Ancherythroculter nigrocauda + Culter dabryi + Culter alburnus (loài điển hình chi Culter) + Chanodichthys erythropterus (cá thiểu).
- Nhánh 2: Chanodichthys mongolicus (loài điển hình chi Chanodichthys) + Ancherythroculter daovantieni + Culter flavipinis (cá ngão, cá ngão gù, cá mè Huế).

## Các loài
- Culter alburnus Basilewsky, 1855 - cá thiểu bạc. Khu vực phân bố: hồ Buir, lưu vực các sông Onon và Kherlen ở Mông Cổ; từ lưu vực sông Amur tới sông Hồng, các đảo Đài Loan và Hải Nam.
- Culter flavipinnis Tirant, 1883 - cá ngão gù. Loài đặc hữu Việt Nam.
- Culter oxycephaloides Kreyenberg & Pappenheim, 1908. Loài đặc hữu Trung Quốc.
- Culter recurviceps (J. Richardson, 1846). Loài đặc hữu Trung Quốc, trong lưu vực sông Châu Giang và đảo Hải Nam.